# Fiona Mangan
Fiona Mangan (16 mei 1996) is een Iers wielrenster die sinds 2025 bij het Franse Winspace Orange Seal rijdt.

## Carrière
Mangan was eerst actief in de triatlon op amateurniveau. Wegens de coronapandemie en een voetblessure besloot ze in 2021 zich volledig toe te leggen op de wielersport. Ze reed in 2020 haar eerste UCI-wedstrijd; in de wegwedstrijd van het nationale kampioenschap eindigde ze als tiende. In 2022 kreeg ze een eerste contract aangeboden, ze ging rijden bij de Belgisch-Ierse wielerploeg IBCT. Per 2023 stapte ze over naar het Spaanse Soltec Team, namens die ploeg startte ze in de Ronde van Spanje. Mangan was de eerste Ierse wielrenster die in een van de Grote Rondes startte. Eind mei stopte ze bij de Spaanse ploeg en per medio juli tekende Mangan bij Cynisca Cycling, waar ze tot de WK van 2024 voor zou rijden. In juni 2024 won ze het nationale kampioenschap op de weg en in de tijdrit. Per 2025 ging Mangan rijden voor het Franse Winspace Orange Seal, in het voorjaar startte ze in dertien eendagswedstrijden, waaronder de Amstel Gold Race en Parijs-Roubaix. Begin juli won ze de derde etappe in de Ronde van Portugal, ze versloeg in de sprint onder andere Alexis Magner, die voor Cynisca Cycling reed, en de Nieuw-Zeelandse Michaela Drummond. Eind juli van dat jaar stond ze aan de start van haar eerste Ronde van Frankrijk. In de zevende etappe maakte ze deel uit van de vroege vlucht en won ze de tussensprint in Groslée-Saint-Benoit.

## Overwinningen
2022
 Iers kampioenschap op de weg
2024
 Iers kampioene op de weg
 Iers kampioene tijdrijden
2025
3e etappe Ronde van Portugal

### Resultaten in voornaamste wedstrijden
| Jaar | Ronde van Italië | Ronde van Frankrijk | Ronde van Spanje |
| ---- | ---------------- | ------------------- | ---------------- |
| 2023 |                  |                     | opgave           |
| 2024 |                  |                     |                  |
| 2025 |                  | 118e                |                  |

| Jaar | Parijs-Roubaix | Amstel Gold Race |  | WK op de weg |
| ---- | -------------- | ---------------- |  | ------------ |
| 2023 |                |                  |  |              |
| 2024 |                |                  |  | 65e          |
| 2025 | buit.tijd      | 90e              |  |              |

## Ploegen
- 2022 –  IBCT
- 2023 –  Soltec Team (tot 31 mei)
- 2023 –  Cynisca Cycling (vanaf 17 juli)
- 2024 –  Cynisca Cycling
- 2025 –  Winspace Orange Seal